# Pikku Tuulijärvi
Pikku Tuulijärvi eller Pieggajävri är en sjö i Finland. Den ligger i kommunen Enare i landskapet Lappland, i den norra delen av landet, 1 000 km norr om huvudstaden Helsingfors. Pikku Tuulijärvi ligger 137,5 meter över havet. Arean är 79,8 hektar och strandlinjen är 11,42 kilometer lång. Sjön  ingår i Uutuanjokis huvudavrinningsområde. 